# 王家炉西泡
王家炉西泡是一个位于中国吉林省白城市的湖泊，面积约为6.15平方千米，属于东北平原。它的一级流域为黑龙江流域，二级流域为松花江水系。